# Claus Koch (Musiker)
Claus Koch (* 1. Mai 1967 in Altenkirchen, Westerwald) ist ein deutscher Jazzmusiker (Tenorsaxophon, Komposition).
Koch studierte an der Hochschule für Musik und darstellende Kunst Graz und setzte seine Studien bei Barry Harris in New York fort. 1996 gründete er seine Band The Boperators. In seiner Musik verbindet er Einflüsse des Bebop mit afrokubanischer Musik und Soul Jazz. Weiterhin arbeitete er mit Charly Antolini, Lilly Thornton, Roman Schwaller, Al Porcino oder Dusko Goykovich. Aktuell arbeitet er mit dem Trio von Pete York, im Claus Raible Bop-chestra, im Quintett von Annette Neuffer sowie 2023 mit Colin T. Dawson (Trompete), Nina Plotzki (Gesang), Bernd Lhotzky (Piano) und Oliver Mewes (Bass) im Quintett Because of Swing.

## Diskographische Hinweise
- Snook-ing (Nagel-Heyer, 2003)
- Meinhard Obi Jenne Group Meets Lilly Thornton Live In Rogers Kiste (2007)
- Annette Neuffer Swing till Sunrise (2011)

## Lexikalische Einträge
- Jürgen Wölfer: Jazz in Deutschland. Das Lexikon. Alle Musiker und Plattenfirmen von 1920 bis heute. Hannibal, Höfen 2008, ISBN 978-3-85445-274-4.